# Уньга
Уньга́ (рос. Уньга) — присілок у складі Топкинського округу Кемеровської області, Росія.

## Населення
Населення — 39 осіб (2010; 39 у 2002).
Національний склад (станом на 2002 рік):
- росіяни — 69 %
- чуваші — 28 %